# Grand Master Mogol
Grand Master Mogol è il quarto album discografico del gruppo musicale italiano Amari, pubblicato nel 2005.

## Tracce
1. Bolognina Revolution
2. Conoscere gente sul treno
3. Love Management
4. Ho trovato il cuore d'oro
5. Arte bruciante
6. Campo minato
7. Tremendamente belli
8. La prima volta
9. Staccaboh
10. Il vento del 15 gennaio
11. L'avvoltoio delle 3
12. Un altro basso di polvere
13. Venere non ritorna